# Dennis Malcolm Reader
Pour les articles homonymes, voir Reader.
Dennis Malcolm Reader (1927-1995) est un auteur de bande dessinée britannique.